# Ронко Бјелезе
Ронко Бјелезе (итал. Ronco Biellese) је насеље у Италији у округу Бијела, региону Пијемонт.
Према процени из 2011. у насељу је живело 1181 становника. Насеље се налази на надморској висини од 462 м.

## Становништво
Према резултатима пописа становништва 2011. у општини је живело 1.514 становника.
| 1931. | 1936. | 1951. | 1961. | 1971. | 1981. | 1991. | 2001. | 2011. |
| ----- | ----- | ----- | ----- | ----- | ----- | ----- | ----- | ----- |
| 1.504 | 1.514 | 1.701 | 1.727 | 1.687 | 1.614 | 1.514 | 1.540 | 1.514 |